# Вукан Савичевич
Вукан Савичевич (серб. Вукан Савићевић, нар. 29 січня 1994, Белград, Сербія та Чорногорія) — чорногорський футболіст, півзахисник сербського клубу «Воєводина» та національної збірної Чорногорії.

## Ігрова кар'єра

### Клубна
Вукан Савичевич є вихованцем клубної академії белградської «Црвени Звезди». 22 вересня 2012 року футболіст дебютував на професійному рівні в чемпіонаті Сербії. В червні 2013 року футболіст підписав з клубом новий чотирирічний контракт. В липні 2013 року Савичевич зіграв першу гру в єврокубках - в кваліфікації Ліги Європи.
В серпні 2015 року Савичевич перейшов до словацького «Слована» (Братислава). За три роки виступів в клубі Вукан двічі ставав переможцем національного Кубка Словаччини. В січні 2019 року футболіст перейшов до краківської «Вісли», підписавши з клубом контракт на два з половиною роки.
Влітку 2020 року Савичевич перебрався до Туреччини, де по одному сезону грав в клубах «Самсунспор» та «Гіресунспор». В січні 2024 року півзахисник повернувся до Сербії, де як вільний агент приєднався до клубу «Воєводина».

### Збірна
В 2013 році в складі юнацької збірної Сербії Савичевич став переможцем юнацького чемпіонату Європи, що прохив в Литві.
В червні 2015 року Савичевич почав свої виступи в молодіжній збірній Чорногорії.
В червні 2016 року футболіст вперше отримав виклик на матч національної збірної Чорногорії. Дебютував у складі першої збірної Савичевич 4 червня 2017 року у товариському матчі проти команди Ірану.

## Титули
Црвена Звезда
 Чемпіон Сербії: 2013/14
Слован (Братислава)
 Чемпіон Словаччини (3): 2015/16, 2016/17, 2017/18
 Переможець Кубка Словаччини (2): 2016/17, 2017/18
Сербія (U-19)
 Чемпіон Європи: 2013